# IRacing
iRacing ist eine online-basierte Rennsimulation für Windows, die von iRacing.com Motorsport Simulations entwickelt und 2008 veröffentlicht wurde. Alle Rennen und Trainingssitzungen des MMO-Spiels werden im Spieler-gegen-Spieler-Modus auf den Servern des Publishers ausgetragen. Das Computerspiel simuliert reale Rennwagen, Strecken und Rennveranstaltungen und setzt mit einer Bonus-Malus-Regelung Verhaltensregeln durch, die dem Automobilsport nachempfunden sind.

## Karrieremodus
Nach der Erstellung eines Benutzerkontos startet der Spieler mit einer Rookie-Lizenz in allen Kategorien. Um auf die „D-Level“-Lizenz und darüber hinaus aufzusteigen, muss der Benutzer eine Reihe von Rennen mit wenig bis keinen Unfällen, Streckenabgängen oder Kontrollverlusten absolvieren. Mit dem Erreichen der höheren Lizenzstufen qualifiziert sich der Benutzer für die Teilnahme an weiteren offiziellen Rennserien. Ausgehend von der anfänglichen Rookie-Einstufung können die Lizenzen D, C, B und A freigespielt werden. Pro/WC-Lizenzen sind für diejenigen erhältlich, die sich qualifizieren können. Bei den offiziellen Standard-Rennserien, die von iRacing verwaltet werden, wird jedes Kalenderjahr normalerweise in vier 12-Wochen-Saisons unterteilt, wobei alle Fahrtrainings in einer Serie auf einer Strecke pro Woche während der 12-Wochen-Saisons stattfinden. Fahrer können an Trainings, Qualifying, Lizenzzeitfahren und Rennen teilnehmen. Die Woche zwischen den einzelnen Saisons wird als „Woche 13“ bezeichnet und umfasst eine eigene Reihe von Rennserien, die jeden Tag die Strecke wechseln. In Woche 13 können die Fahrer keine Zeitfahrten absolvieren und somit ihre Lizenzstufe nicht erhöhen, weshalb der Schwerpunkt eher auf Unterhaltung als auf Wettbewerb liegt.
Die Rennserien sind in vier Hauptkategorien unterteilt: Oval- und Straßenrennen sowie Offroad-Varianten von beiden, die wiederum in verschiedene Lizenzstufen von Rookie bis Pro unterteilt sind. Für jede Kategorie muss jeweils eine Lizenz erworben werden, die zur Teilnahme an offiziellen Rennwochenenden berechtigt. Fahrer, die sich nicht für die Serienlizenz für eine Serie qualifiziert haben, können trotzdem an Trainingssitzungen teilnehmen.
Der Erwerb einer höheren Lizenz erfordert sowohl die erfolgreiche Teilnahme an Wettbewerben auf dieser Lizenzstufe als auch den Nachweis einer erforderlichen Fahrsicherheit. Die Anforderungen für die Erteilung von Lizenzen und die Lizenzen selbst sind kategoriespezifisch, d. h. ein Fahrer hat für jede Kategorie eine eigene Lizenz. Die Wettkämpfe im Rahmen des Dienstes werden von der FIRST überwacht und sanktioniert. Die Rennregeln für offizielle Wettbewerbe sind im FIRST Sporting Code definiert, den registrierte Mitglieder des Dienstes als Teil der Nutzungsbedingungen des Spiels akzeptieren müssen. iRacing betreibt verschiedene offizielle Rennserien, aber es steht Nutzern auch frei, eigene Online-Rennen zu initiieren, die auf den Servern von iRacing stattfinden.
Im Jahr 2012 erweiterte iRacing die Möglichkeit, eigene Wettbewerbe auszurichten, in denen Benutzer gegen eine Gebühr eigene Ligen verwalten können, Fahrer auswählen und eine automatisierte Wertung haben. Alle von Mitgliedern organisierten Veranstaltungen sind von den Einschränkungen der Lizenzstufe befreit und unterliegen keinem offiziellem Zeitplan. Neben der Teilnahme an den verschiedenen Rennwettbewerben gibt es auch einen Testmodus, um nach Erwerb der erforderlichen Lizenz allein auf einer Strecke mit einem beliebigen Fahrzeug fahren zu können. Es gibt auch Nicht-Standard-Serien, z. B. die vierwöchige Rookie-Serie, die IndyCar-, Skip-Barber- und Grand-Am-Premier-Serie sowie die Pro-Serie.

## Entwicklung
Das Unternehmen FIRST, LLC, das hinter iRacing.com steht, wurde im September 2004 von David Kaemmer und dem US-amerikanischen Investor John W. Henry in Bedford (Massachusetts) gegründet, nachdem die von Kaemmer mitbegründete Spieleentwickler Papyrus Design Group aufgelöst wurde. Die Software-Entwicklung startete mit dem Code von Papyrus' NASCAR Racing 2003 Season. Laut Kaemmer behielt iRacing das Mehrkörper-Physiksystem von NASCAR Racing 2003 Season sowie einen Teil der Streckendarstellung und des Codes für Multi-User-Pakete bei, während alles andere neu programmiert wurde, wie das Reifenmodell und die Grafik-Engine. Das primäre Entwicklungsziel der Spielmechanik war eine möglichst realistische Rennsimulation („Simracer“). Mittels terrestrischem Laserscanning (LIDAR) erfasste iRacing reale Rennstrecken, um eine genaueres Datenmodell der Topografie zu bekommen.
Im Mai 2009 kündigten NASCAR und iRacing.com eine fünfjährige Vereinbarung über eine von der NASCAR genehmigte Online-Rennserie an. Als Teil dieser Vereinbarung stellt iRacing auch die Software für die Simulatoren der NASCAR Hall of Fame zur Verfügung. Am 13. Februar 2015 gab iRacing.com eine Verlängerung der Vereinbarung um sechs Jahre bekannt. Im März 2020 gründeten NASCAR und iRacing eine neue E-Sport-Serie mit dem Namen eNASCAR iRacing Pro Invitational Series.
Im Dezember 2021 und Januar 2022 übernahm iRacing.com die zwei Rennspielentwicklerstudios Orontes Games und Monster Games. Erstere entwickelten die Orontes-Spielengine, die in ihrem 2020 erschienenen Offroad-Rennspiel Drag zum Einsatz kommt, während letztere mehrere Rennspiele entwickelten, darunter NASCAR Heat. Die beiden Studios blieben unabhängig von ihrer neuen Muttergesellschaft, doch das iRacing-Entwicklungsteam übernahm die Chefentwickler von Orontes, Christian Folkers und Thorsten Folkers, sowie den Eigentümer von Monster, Rich Garcia.
Der Dienst wird zwischen den 12-wöchigen Wettbewerbsperioden regelmäßig aktualisiert.

## Darstellung
In offiziellen Rennen bietet iRacing ausschließlich eine Cockpitansicht, ermöglicht aber weitere Kameraperspektiven bei Testfahrten und Sessions, sofern der Veranstalter oder Organisator es zulassen. iRacing unterstützt die Bilddarstellung mittels der Virtual-Reality-Headsets Pimax, Oculus Rift (CV1, S) und HTC Vive. Auch die Verwendung von drei Multi-Monitoren wird unterstützt.
Aufgrund des fordernden Realismusgrads verwenden die meisten Spieler ein Force-Feedback-Lenkrad mit Gas-, Brems- und Kupplungspedalen sowie H-Schalthebel oder Schaltwippen.

## Lizenzen
Während die Lizenzen für 16 Fahrzeuge und 22 Strecken mit insgesamt 70 Streckenkonfigurationen im Basisinhalt des Abonnements enthalten sind, müssen für weitere Fahrzeuge und Strecken individuelle Lizenzen gekauft werden. Das Spiel simuliert über 100 verschiedene Rennstrecken. Darin enthalten sind zwei der im Service enthaltenen Strecken (Daytona International Speedway und Phoenix), die neu gescannt und modelliert wurden, da sie seit der ursprünglichen Entwicklung für iRacing verändert worden waren, eine Tech-Strecke (New Jersey Motorsports Park, die in unvollständigem Zustand für Testfahrten und Sitzungen zur Verfügung steht) sowie die fiktive Driftstrecke namens „Centripetal Circuit“, die dazu dient, Daten über die Fahrdynamik des Fahrzeugs zu sammeln.
Die Fahrzeuge auf iRacing.com sind fast ausschließlich digitale Volumenmodelle von Rennfahrzeugen und keine straßenzugelassenen Sportwagen oder Supersportwagen. Alle Inhalte werden mit einer Kombination aus Laserscan-Daten, CAD-Daten, Audiosamples und Tausenden von Fotos erstellt, um eine möglichst originalgetreue digitale Reproduktion zu erreichen. Seit dem 4. Dezember 2018 bietet iRacing einen Tag-Nacht-Zyklus, der aufgrund von Temperatureinflüssen und eingeschränkter Nachtsicht dynamischere Rennen ermöglicht.
Am 18. Oktober 2016 wurde eine Partnerschaft mit dem italienischen Sportwagenhersteller Ferrari bekannt gegeben. Der erste veröffentlichte Rennwagen aus dieser Kooperation war der Ferrari 488 GTE von 2016. Die Entwickler vereinbarten zahlreiche Partnerschaften mit Rennorganisationen und -serien, darunter NASCAR, IndyCar, der Supercars Championship, dem Sports Car Club of America (SCCA), der Skip Barber Racing School, dem Volkswagen Jetta TDI Cup, der Formel Renault 2.0, die Star Mazda Championship, der Blancpain Endurance Series und der McLaren F1.
Zu den verfügbaren Fahrzeugkategorien gehören offene Rennwagen wie dem Formel-1-Wagen McLaren-Honda MP4-30, viele Stockcars, wie sie in NASCAR-Serien verwendet werden, australische V8 Supercars, mehrere GT3-Autos, die in der GT World Challenge Europe eingesetzt werden, wie der Audi R8 LMS GT3, Trainer wie die Skip Barber oder Legends Ford, Sportwagen wie der Ford Mustang FR500 und Prototypen wie dem Corvette Daytona Prototype.
Um Wettbewerbe für unterschiedliche Fahrzeuge zu ermöglichen, wird eine Vielzahl unterschiedlicher Rennstrecken simuliert, darunter klassische Grand-Prix-Strecken wie das Autódromo José Carlos Pace in Brasilien und das Autodromo Nazionale di Monza, die gesamte Palette der großen NASCAR-Ovalkurse wie den Daytona International Speedway und eine Vielzahl von Short-Track-Ovalen wie den Lanier Raceplex und den Indianapolis Raceway Park. Auch historische europäische Rennstrecken wie die Nordschleife des Nürburgrings, Silverstone Circuit und Spa wurden in das Angebot aufgenommen.

### Schotterpistenrennen
Am 1. April 2016 gaben die Entwickler bekannt, dass das Spiel um Dirt-Track-Rennen erweitert werde. Der Patch wurde am 29. März 2017 eingeführt und enthielt neue Dirt-Track-Fahrzeuge. Außerdem erwarben die Entwickler Lizenzen für den Eldora Speedway in Ohio, den Volusia Speedway Park in Florida und den Williams Grove Speedway in Pennsylvania. Diese drei Strecken und eine überarbeitete, unbefestigte Version des USA International Speedway in Florida wurden zu den vier unbefestigten Strecken in iRacing.
Später wurden die unbefestigten Rennstrecken des Lanier Raceplex und Knoxville Raceway ergänzt. Anfang 2017 kündigte iRacing Partnerschaften mit zwei der wichtigsten nordamerikanischen Motorsportverbänden für Dirt-Tracks an, dem United States Auto Club und World of Outlaws.

## Rennwagen
| Aston Martin - 2005 Aston Martin DBR9 GT1 - 2021 Aston Martin Vantage GT4 Audi - 1989 Audi 90 quattro IMSA GTO - 2016 Audi R18 E-Tron quattro RP5 - 2015 Audi R8 LMS GT3 - 2018 Audi RS 3 LMS TCR BMW - 2022 BMW M4 GT3 - 2018 BMW M4 GT4 - 2018 BMW M8 GTE - 2012 BMW Z4 GT3 (E89) C&R - 2004 C&R Racing Silver Crown Cadillac - 2004 Cadillac CTS-V.R | Chevrolet - 2016 Chevrolet Camaro Nascar - 2005 Chevrolet Corvette C6.R - 2014 Chevrolet Corvette Daytona Prototype - 2020 Chevrolet Corvette C8.R - 2010 Chevrolet Impala NASCAR - 2013 Chevrolet Impala NASCAR - 1987 Chevrolet Monte Carlo NASCAR - 2013 Chevrolet Silverado NASCAR - 2014 Chevrolet Silverado NASCAR - 2014 Chevrolet SS NASCAR Dallara - 2013 Dallara DW12 - 2017 Dallara F317 - 2017 Dallara P217 - 2011 Dallara IR-05 - 2019 Dallara IR18 - 2020 Dallara IR18 | Dirt - Dirt 305 Sprint Car - Dirt 360 Sprint Car - Dirt Limited Late Model - Dirt Midget - Dirt Pro Late Model - Dirt Street Stock Ferrari - 2016 Ferrari 488 GTE - 2017 Ferrari 488 GT3 - 2023 Ferrari 296 GT3 | Ford - 2012 Ford Falcon - 2013 Ford Falcon - 2017 Ford Fiesta RS GRC - 2012 Ford Fusion NASCAR - 2016 Ford GT (GTE) - 2006 Ford GT - 2019 Ford Mustang (V8 Supercars) - 2005 Ford Mustang FR500S - 2018 Ford Mustang NASCAR - 2014 Spec Racer Ford Holden - 2013 Holden Commodore VF - 2018 Holden Commodore ZB Honda - 2010 Honda HPD ARX-01C - 2018 Honda Civic Type R | Hyundai - 2020 Hyundai Elantra NTC - 2022 Hyundai Veloster JR Motorsports - JR Motorsports Street Stock Kia Motors - 2015 Kia Optima Lamborghini - 2020 Lamborghini Huracán GT3 EVO Lotus - 1967 Lotus 49 - 1978 Lotus 79 Mazda - 2015 Mazda MX-5 - 2015 Mazda MX-5 Cup - 2016 Mazda MX-5 Cup | McLaren - 2011 McLaren MP4-12C GT3 - 2015 McLaren MP4-30 Honda - 2016 McLaren 570S GT4 Mercedes-Benz - 2016 Mercedes-AMG GT3 - 2022 Mercedes-AMG GT3 (2020) - 2022 Mercedes-AMG GT4 Nissan - 1985 Nissan GTP ZX-Turbo Pontiac - 2009 Pontiac Solstice Club Sport Porsche - 2019 Porsche 718 Cayman GT4 Clubsport MR - 2017 Porsche 911 GT3 Cup - 2017 Porsche 911 RSR (991) - 2016 Porsche 919 Hybrid - 2020 Porsche 911 GT3 R - 2021 Porsche 911 GT3 Cup (992) - 2022 Porsche MissionR |

## Bezahlsystem
Die Rennsimulation kann ausschließlich online auf Servern von iRacing.com gespielt werden, die Teilnahme erfordert ein kostenpflichtiges Abonnement des Dienstes. Für zusätzliche Rennwagen und Rennstrecken fallen weitere einmalige Gebühren an. Im Mai 2020 umfasste das Abonnementpaket 18 Rennstrecken mit 30 verfügbaren Konfigurationen, eine fiktive Driftstrecke und über 18 Fahrzeuge, mit denen trainiert und Rennen gefahren werden können.
Am 26. August 2008 wurde iRacing.com veröffentlicht. Bis Juli 2009 meldeten sich mehr als 16.000 Endbenutzer für den Dienst an. Nach Angaben des Unternehmens gab es im Dezember 2013 bereits 50.000 Mitglieder.

## Rezeption
iRacing bekam gute Kritiken von Automobil-, Renn- und Spielemagazinen sowie von Websites, die sich mit Rennsimulatoren beschäftigen. Der Dienst wurde für fehlende Funktionen kritisiert, die andere Rennsimulatoren bieten, wie Regenwetter und eine fortschrittlichere visuelle Schadensmodellierung. Das britische Computerspielmagazin PC Gamer beschrieb 2010 die Rennsimulation als „beeindruckendes Spiel, das aber nicht jedermanns Sache ist, vor allem nicht für diejenigen, die einen schnellen Nervenkitzel suchen.“ Die deutsche Computerspielezeitschrift GameStar kam 2009 zu dem Schluss: „iRacing ist eine sehr schwierige Simulation und kann nur Spielern empfohlen werden, die gegen Frustration immun sind.“ Im Jahr 2022 führt GameStar die Simulation als eine der 9 besten Rennspiele, laut Dimitry Halley gilt iRacing seit Jahren „ähnlich wie Arma 3 im Militär-Shooter-Bereich als Referenz für anspruchsvolle Simulationen.“

‘iRacing is the sim you reach for when you’re tired of being rear-ended at Mirabeau by inebriated imbeciles, the sim you seek out when you’re sick of sharing straights with cars that jink, blink, and teleport.’

„iRacing ist die Simulation, zu der du greifst, wenn du es leid bist, in Mirabeau von berauschten Idioten von hinten gerammt zu werden, die Simulation, die du suchst, wenn du es leid bist, die Geraden mit Autos zu teilen, die schlingern, flackern und teleportieren.“

Die britische Computerspiele-Website Rock, Paper, Shotgun führt iRacing 2022 auf Platz 11 der 25 besten PC-Simulationsspiele.